# Хопкинтон (Ајова)
Хопкинтон (енгл. Hopkinton) град је у америчкој савезној држави Ајова. По попису становништва из 2010. у њему је живело 628 становника.

## Демографија
Према попису становништва из 2010. у граду је живело 628 становника, што је -53 (-7.8%) становника више него 2000. године.
| Група             | 2000.       | 2010.       |
| Белци             | 671 (98,5%) | 619 (98,6%) |
| Афроамериканци    | 0 (0,0%)    | 0 (0,0%)    |
| Азијати           | 0 (0,0%)    | 0 (0,0%)    |
| Хиспаноамериканци | 1 (0,1%)    | 5 (0,8%)    |
| Укупно            | 681         | 628         |